# تقدير الموسيقي

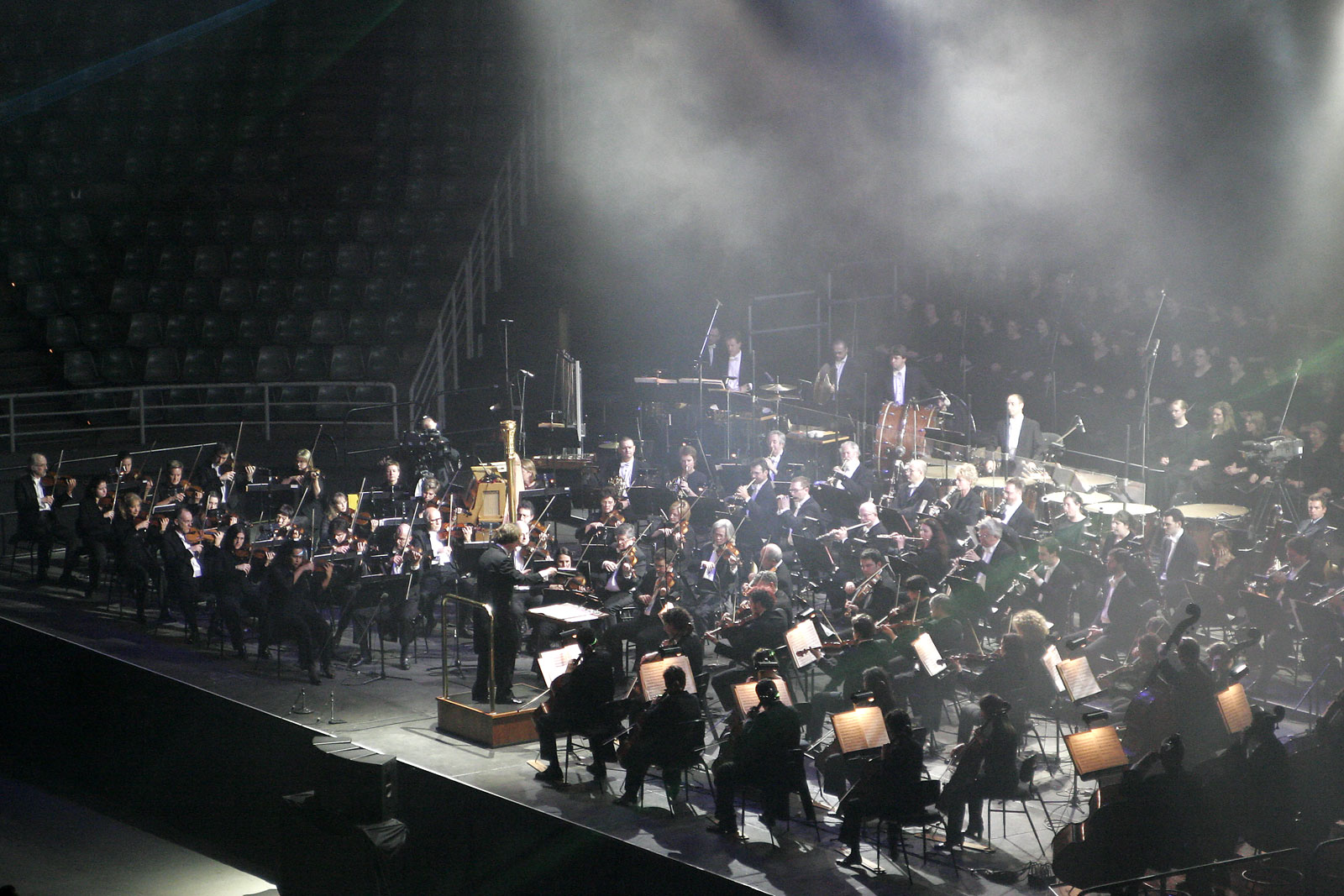

التقدير الموسيقي يتمثل في تعليم الأشخاص ما يجب الاستماع إليه وتقدير أنواع الموسيقى المختلفة. وغالبًا ما تشتمل فصول التقدير الموسيقي على دروس في تاريخ الموسيقى لتوضيح السبب وراء عشق الأشخاص من عصر معين لنوع معين من الموسيقى. و«التقدير» في هذا السياق يعني فهم قيمة وجدارة الأنماط الموسيقية المختلفة.